# Liste der Kulturdenkmale in Hedelfingen

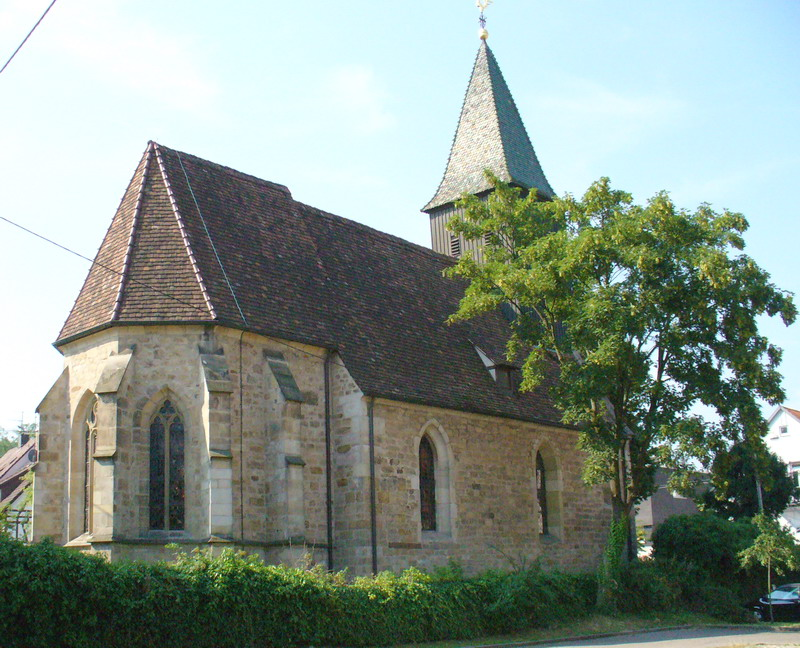
Friedhofskirche in Hedelfingen

In der Liste der Kulturdenkmale in Hedelfingen sind alle unbeweglichen Bau- und Kunstdenkmale in Stuttgart-Hedelfingen sowie den Ortsteilen Lederberg und Rohracker aufgelistet, die in der Liste der Kulturdenkmale. Unbewegliche Bau- und Kunstdenkmale der Unteren Denkmalschutzbehörde für diesen Stadtbezirk Stuttgarts verzeichnet sind. Stand dieser Liste ist der 25. April 2008.
Diese Liste ist nicht rechtsverbindlich. Eine rechtsverbindliche Auskunft ist lediglich auf Anfrage bei der Unteren Denkmalschutzbehörde der Stadt Stuttgart erhältlich.

## Allgemein
- Bild: Zeigt ein ausgewähltes Bild aus Commons, „Weitere Bilder“ verweist auf die Bilder im Medienarchiv Wikimedia Commons.
- Bezeichnung: Nennt den Namen, die Bezeichnung oder die Art des Kulturdenkmals.
- Lage: Straßenname und Hausnummer oder Flurstücknummer des Kulturdenkmals, gegebenenfalls auch den Ortsteil. Die Grundsortierung der Liste erfolgt nach dieser Adresse. Der Link (Karte) führt zu verschiedenen Kartendiensten mit der Position des Kulturdenkmals. Fehlt dieser Link, wurden die Koordinaten noch nicht eingetragen. Sind diese bekannt, können sie über ein Tool mit einer Kartenansicht einfach nachgetragen werden. In dieser Kartenansicht sind Kulturdenkmale ohne Koordinaten mit einem roten bzw. orangen Marker dargestellt und können durch Verschieben auf die richtige Position in der Karte mit Koordinaten versehen werden. Kulturdenkmale ohne Bild sind an einem blauen bzw. roten Marker erkennbar.
- Datierung: Baubeginn, Fertigstellung, Datum der Erstnennung oder grobe zeitliche Einordnung entsprechend des Eintrags in der zuständigen Denkmaldatenbank (Landesamt für Denkmalpflege Baden-Württemberg).
- Beschreibung: Kurzcharakteristik des Kulturdenkmals.

## Kulturdenkmale im Stadtbezirk Hedelfingen

### Stadtteil Hedelfingen
| Bild | Bezeichnung                                             | Lage                                       | Datierung           | Beschreibung                                                                         | ID |
| ---- | ------------------------------------------------------- | ------------------------------------------ | ------------------- | ------------------------------------------------------------------------------------ | -- |
|      | Diakoniestation/Altes Pfarrhaus                         | Amstetter Straße 23 (Karte)                | 1838                | Spätklassizismus Geschützt nach §§ §2 DSchG                                          |    |
|      | Kreuzkirche                                             | Amstetter Straße 25 (Karte)                | 1928/29             | Bauhaus/Neues Bauen/Internationaler Stil, Paul Trüdinger Geschützt nach §§ §12 DSchG |    |
|      | Fachwerkhaus                                            | Amstetter Straße 26 (Karte)                | 1569                | Geschützt nach §§ §2 DSchG                                                           |    |
|      | Gaststätte „Zum Löwen“ mit zwei Lauben (Sachgesamtheit) | Amstetter Straße 3 (Karte)                 | 1800–1850           | Geschützt nach §§ §2 DSchG                                                           | BW |
|      | Alte Hedelfinger Dorfkirche                             | Amstetter Straße 7 (Karte)                 | ab 1200             | Gotik Geschützt nach §§ §12 DSchG                                                    |    |
|      | Gefallenendenkmal                                       | Amstetter Straße 7, vor der Kirche (Karte) |                     | Geschützt nach §§ §2 DSchG                                                           |    |
|      | Alte Kelter                                             | Fruchtstraße 2 (Karte)                     | 1590–1610, 1937     | Renaissance, Heimatstil, Heinrich Schickhardt, Hans Braun Geschützt nach §§ §2 DSchG |    |
|      | Ehemaliges Schulhaus                                    | Fruchtstraße 4 (Karte)                     | 1873                | Geschützt nach §§ §2 DSchG                                                           |    |
|      | Fachwerkhaus                                            | Fruchtstraße 6 (Karte)                     | 1600–1700           | Barock Geschützt nach §§ §2 DSchG                                                    |    |
|      | Weinberge mit Weinberghäuschen (Sachgesamtheit)         | Gewann Haumeister (Karte)                  | 1265, 1366, 1600    | Geschützt nach §§ §2 DSchG                                                           | BW |
|      | Schulhaus                                               | Hedelfinger Straße 163 (Karte)             | 1902                | Stadtbaumeister Adolf Hornung Geschützt nach §§ §2 DSchG                             |    |
|      | Rathaus                                                 | Heumadener Straße 1 (Karte)                | 1910                | Adolf Hornung Geschützt nach §§ §2 DSchG                                             |    |
|      | Fachwerkhaus, Museum Altes Haus                         | Heumadener Straße 2 (Karte)                | 1500–1600           | Geschützt nach §§ §2 DSchG                                                           |    |
|      | Wohnhaus                                                | Lonseer Straße 12 (Karte)                  | 1600–1625           | Geschützt nach § 2 DSchG                                                             |    |
|      | Ehemalige Villa Leo von Vetter, mit Garage              | Rohrackerstraße 170 (Karte)                | 1911/12 und 1930/31 | Jugendstil, von G. Stahl, A. Bossert Geschützt nach §§ §2 DSchG                      |    |

### Stadtteil Lederberg
| Bild | Bezeichnung                                                                     | Lage                    | Datierung  | Beschreibung | ID |
| ---- | ------------------------------------------------------------------------------- | ----------------------- | ---------- | --- | -- |
|      | Villa Roller mit Garage (Sachgesamtheit)                                        | Lederbergweg 71 (Karte) | 1910, 1925 | Jugendstil (Villa), Expressionismus (Garage), K. Heim (Villa), Hugo Häring (Garage) Geschützt nach §§ §2 DSchG               |    |
|      | Wohnhaus mit Treppenanlage, Portal und flankierenden Bauteilen (Sachgesamtheit) | Riederstraße 2 (Karte)  | 1928       | Expressionismus. Wohnhaus mit Treppenanlage, Portal und flankierenden Bauteilen, von Karl Wieland Geschützt nach §§ §2 DSchG |    |

### StadtteilRohracker
| Bild | Bezeichnung                                                     | Lage                                      | Datierung       | Beschreibung                                                             | ID |
| ---- | --------------------------------------------------------------- | ----------------------------------------- | --------------- | ------------------------------------------------------------------------ | -- |
|      | Fachwerkhaus                                                    | Rohrackerstraße 236 (Karte)               | 1600–1800       | Barock Geschützt nach §§ §2 DSchG                                        |    |
|      | Fachwerkhaus mit Ökonomiegebäude (Sachgesamtheit)               | Rohrackerstraße 251, 251a (Karte)         | 1500–1600       | Geschützt nach §§ §2 DSchG                                               |    |
|      | Weingärtnerhaus mit Rückgebäude und Kellerhaus (Sachgesamtheit) | Rohrackerstraße 252, 252/1, 252/2 (Karte) | 1773, 1800–1850 | Barock Geschützt nach §§ §2 DSchG                                        |    |
|      | Pfarrhaus                                                       | Rohrackerstraße 254 (Karte)               | 1600–1700       | Barock Geschützt nach §§ §2 DSchG                                        |    |
|      | Evangelische Bernhardskirche                                    | Rohrackerstraße 257 (Karte)               | 1400–1500       | Gotik, Spätgotik Geschützt nach §§ §12 DSchG                             |    |
|      | Fachwerkhaus                                                    | Rohrackerstraße 264 (Karte)               | 1500–1700       | Geschützt nach §§ §2 DSchG                                               |    |
|      | Weingärtnerhaus in Fachwerkbauweise                             | Rohrackerstraße 266 (Karte)               | 1500–1600       | Fachwerkhaus mit Ökonomiegebäude und Pflaster Geschützt nach §§ §2 DSchG |    |
|      | Fachwerkhaus                                                    | Rohrackerstraße 280 (Karte)               | 1700–1800       | Barock Geschützt nach §§ §2 DSchG                                        |    |
|      | Gasthaus zum Waldhorn                                           | Rohrackerstraße 283 (Karte)               | 1600–1700       | Barock Geschützt nach §§ §2 DSchG                                        |    |
|      | Fachwerkhaus                                                    | Speidelweg 1 (Karte)                      | 1700–1800       | Barock Geschützt nach §§ §2 DSchG                                        |    |
|      | Ehemaliges Schulhaus                                            | Tiefenbachstraße 4 (Karte)                | 1890–1910       | Historismus, Historismus-Neogotik Geschützt nach §§ §2 DSchG             |    |